# Ion Th. Grigore
Ion Th. Grigore  (n. 22 octombrie 1907, Tătărani, Dâmbovița – d. 27 august 1990, Ploiești) a fost un profesor de matematică, pedagog, autor de manuale și epigramist român, considerat părinte spiritual al multor generații de absolvenți ai Liceului „Ion Luca Caragiale” din Ploiești.

## Familia
S-a născut la 22 octombrie 1907, în satul Tătărani, județul Dâmbovița. A fost primul din cei 7 copii (din 9) rămași în viață ai lui Tudor Grigore și ai Mariei, născută Badea. Fiind primul născut, „nenea” pentru frații și surorile mai mici, a primit numele Ion, ca și bunicul și străbunicul său, oameni de vază în satul natal.

## Studiile
Între anii 1914-1919 urmează școala primară în sat.   
În 1919 susține examenul de admitere la gimnaziul "Enăchiță Văcărescu" din Târgoviște, unde învățase și tatăl său; deși suferă cumplit din cauza unei otite care îi va afecta definitiv auzul la urechea stângă, se clasează al doilea. 

Termină gimnaziul ca șef de promoție în 1923 și se înscrie la Liceul "I.C. Brătianu" din Pitești, unde îl are ca profesor de matematică pe Ion Oncică, renumit pentru capacitatea și exigența sa. Tot acum îl găsim și extremă dreaptă în echipa de fotbal „Năluca” a orașului Pitești, marcând unicul gol într-un meci cu celebra echipă „Chinezul” din Timișoara în care l-a avut ca adversar direct pe nu mai puțin celebrul Kotormany.     

După un examen de bacalaureat foarte sever la care se califică al patrulea (și unde își alege ca obiect opțional istoria universală - singurul elev din țară cu această opțiune!), ținînd cont de dificultățile materiale ale părinților, în 1927 se decide să se înscrie la Facultatea de Științe din București, la care durata studiilor era de numai 3 ani. Urmează în paralel atât Secția de Matematică cât și pe aceea de Fizico-Chimice, intenția sa inițială fiind aceea de a se dedica cercetării în domeniul fizicii matematice. În timpul studenției este ales director al Căminului Studențesc Dîmbovițean. În calitate de membru în comitetele Societății Studențești de Matematică și Fizico-Chimice conduce la 1 decembrie 1928 delegația de 20 de studenți la serbările de la Alba Iulia prilejuite de împlinirea a 10 ani de la Unire.

La 30 iunie 1930, după doi ani și opt luni de la începerea studiilor, obține cele două licențe. Avea să profeseze numai matematica, deși în facultate a frecventat cu regularitate numai cursul de geometrie analitică al lui Gheorghe Țițeica, întrucât cea mai mare parte din timp îi era ocupată cu cursurile și mai ales cu laboratoarele de la fizico-chimice, la care prezența era obligatorie.

## Debutul în cariera didactică
La 1 septembrie 1930 este numit suplinitor și începe să predea la Școala Comercială Superioară de Fete și la Școala de Meserii din Târgoviște.
În 1931 se înscrie la examenul de capacitate, care îi dădea dreptul de a fi numit titular la o catedră. Își alege ca specialitate secundară matematicile financiare, care îi va fi utilă la titularizările ulterioare. Deși se numără printre cei care au promovat examenul, din cauza situației create de criza mondială rămâne fără catedră. Ministrul Nicolae Iorga găsește totuși soluția de a încadra profesorii bărbați, reușiți la examen, ca "titulari-utilizați" la liceele de fete. Alege Liceul de Fete din Câmpulung Muscel, unde funcționează numai două săptămâni, după care este detașat la cerere la Liceul Comercial de Băieți din Târgoviște, pentru a-și putea satisface și stagiul militar. Aici a predat matematica și contabilitatea în anul școlar 1931/1932.  
În anul școlar 1932/1933, schimbându-se guvernul, se anulează măsura guvernului anterior și redevine suplinitor la aceleași școli ca în primul an de activitate.

## Administrator financiar al județului Tutova

Administrator financiar la Bîrlad

În mai 1933, deprimat de situația incertă în care se găsea, participă la concursul inițiat de ministrul Virgil Madgearu în acțiunea de modernizare a aparatului fiscal, pentru ocuparea a 52 de posturi de administrator financiar,  la care erau admiși și licențiați în matematici. Deși se clasează pe locul 2, putând să rămână în minister, solicită din motive personale un județ mai depărtat de București. Alege Tutova, cu capitala Bârlad, un județ în care principalii datornici erau marii proprietari și notabilitățile locale. Depinzând direct de ministru și necedând presiunilor și tentativelor de mituire, pune ordine în finanțele județului recuperând datoriile restante, așa încât atunci când se decide să se întoarcă la catedră noul ministru Victor Slăvescu îi mulțumește pentru activitatea depusă și îi urează succes în cariera de profesor.

## Întoarcerea la cariera didactică
Deși reușise să se afirme atât de repede în noua carieră și i se deschideau perspective pe care le-ar fi putut fructifica, descoperirea întâmplătoare în „Monitorul Oficial” a informației vacantării unei catedre la Școala Comercială Superioară „Spiru Haret” din Ploiești, în după amiaza zilei de 30 iunie 1934, îl determină să se urce în tren pentru a fi a doua zi, când se întrunea comisia de numiri, la București. Obținerea catedrei era condiționată de specializarea secundară în matematici financiare, pe care o deținea. Obținând numirea, se hotărăște să renunțe la cariera de la Ministerul de Finanțe și pe 1 septembrie participă la festivitatea de deschidere a anului școlar. Este numit director de studii la internat, împreună cu profesorul Nicolae Simache. Curând avea să primească ore și la liceele particulare „Mihai Eminescu”, condus de D. Munteanu-Râmnic și „Nicolae Bălcescu”, condus de Constantin Râpeanu. În anul școlar 1937/1938 a fost detașat la Liceul „Petru și Pavel” la catedra rămasă vacantă prin decesul profesorului Sever Flavian. În același an obține definitivatul, în urma unei inspecții speciale pe care i-o face președintele consiliului de inspectori generali din minister și renumit autor de manuale, Petre Marinescu. Ca urmare, începând din acest an până în 1943, este numit cu regularitate în comisii de bacalaureat. De la 1 septembrie 1938 revine la catedra de la Liceul Comercial „Spiru Haret”, noua denumire a Școlii Comerciale. 
După bombardamentul din 5 aprilie 1944 asupra Ploieștiului, odată cu evacuarea școlilor secundare care-și încheiaseră cursurile, se refugiază la Slănic Prahova. Populația evacuată din Ploiești îl desemnează ca reprezentant în consiliul orășenesc.

## Implicarea în activitatea publică după 23 august 1944
După reluarea cursurilor, în noiembrie 1944, avându-se în vedere că era deja vicepreședintele Asociației Profesorilor Prahoveni, i se propune să se ocupe de sindicalizarea profesorilor, astfel încât la 2 februarie 1945 devine președintele acestui sindicat. A rămas la conducere atât timp cât sindicatul a  avut ca principală sarcină rezolvarea problemelor materiale ale cadrelor didactice, demisionând atunci când acesta devine o anexă a partidului comunist.   
A mai fost pentru scurtă vreme membru și casier al primului comitet județean ARLUS. 
Are o intensă activitate publicistică, colaborând la ziarul local „Presa”, condus de H. Fulga și I. Vermont, cu articole cu caracter civic, având chiar și un serial, „Teoria ca teoria...”, în care ilustra conflictul dintre vorbă și faptă cu multe exemple.

### Implicarea politică
Cu toate că până atunci rezistase solicitărilor de a adera la un partid, la sfârșitul toamnei 1944, ajunge la părerea (pe care o va regreta mai târziu, calificând-o ca naivă pentru epoca ce va urma) că „e păcat ca oamenii ce aduc societății mari servicii prin profesiunea lor să fie total indiferenți față de politică, așa încât aceasta să fie lăsată pe mâna unor politicieni de profesie, de competență și onestitate îndoielnică ”. Deși nu a făcut nici o cerere de înscriere, începe să acționeze în favoarea Partidului Național Liberal, nuanța Tătărăscu. Datorită notorietății pe care și-o câștigase prin afirmarea în viața publică este desemnat ca șef al sectorului Sf. Vasile, cel mai mare, situat în nordul orașului. Organizația de Prahova avea majoritatea cadrelor vechi ale partidului, dar se întărise semnificativ prin aderarea unui mare număr de personalități, printre care doctorii Petre Constantinescu și Teofil Păsculescu, profesorii Nicolae Simache și Gh. Iancu-Ghidu, preotul Constantin Galeriu. Cu sprijinul acestora începe să activeze un cerc de studii, se țin conferințe, se preia sala cinematografului „Scala”, căreia i se amenajează o scenă, se reia viața culturală a orașului.

### Viceprimar al Ploieștiului
La 6 martie 1945, guvernul Rădescu este înlocuit cu guvernul Petru Groza. Întrucât colaborarea pe plan local cu celelalte forțe politice implica prezența unui reprezentant permanent cu atribuții multiple, iar pe de altă parte PNL avea rezervat un post de ajutor de primar i se încredințează funcțiile de secretar general adjunct al PNL Prahova și de viceprimar al Ploieștiului. Primarul, Gheorghe Vidrașcu, comunist, fiind ocupat mai mult cu problemele politice îi lasă spre rezolvare majoritatea problemelor primăriei: sectorul financiar, gospodăria comunală, arhitectura, deblocarea circulației după bombardamente, aprovizionarea orașului, sectorul tehnic, sectorul sanitar.
Ca reprezentant al PNL participă la „Consiliul politic”, cu sediul la prefectură, intervenind în privința numirii de primari și viceprimari în diferite comune, a combaterii abuzurilor în aplicarea reformei agrare, dar și la impulsionarea construcției căii ferate Ploiești-Târgoviște. Îndeplinindu-și corect și cu onestitate atribuțiile, intră în conflict cu secretarul general al PNL Prahova, Victor Nicolau, nefiind de acord cu practicile protejării clientelei politice. Ca urmare, i se iau din atribuțiile de secretar general adjunct prin numirea a încă două persoane în această funcție și în cele din urmă, este înlocuit de la primărie. Exprimându-și regretul, Gheorghe Vidrașcu avea să spună „acest om a ridicat cinstea la rang de dogmă, să-l avem ca model noi ce rămînem sau venim la conducerea administrației municipale”. Refuză să candideze la alegerile din noiembrie 1946 ca „independent” pe lista PMR, hotărât să se dedice numai școlii și renunțând complet la orice activitate politică.

## Revenirea definitivă la cariera didactică
În iunie 1946, cu o săptămână înainte de încheierea anului școlar, revine la catedra de la liceul comercial. De la 1 septembrie 1946 s-a transferat la Liceul „Sfinții Petru și Pavel”. La 1 septembrie 1948, după reforma învățământului, este încadrat la Liceul nr.1 Ploiești care reunea mai multe licee, nucleul fiind Liceul „Sfinții Petru și Pavel”, anulându-i-se transferul obținut la Liceul Comercial Carol din București.
În 1949 devine vicepreședinte al filialei din Ploiești a „Societății de Științe Matematice și Fizice” care se constituise sub președinția lui Grigore Moisil, funcție pe care o va deține fără întrerupere, alternând-o cu aceea de președinte, până la pensionare. În același an, la prima olimpiadă de matematică, organizată în Ploiești înainte de a se generaliza în toată țara, punctajul maxim este obținut de patru elevi ai săi. Cercul de matematică al elevilor săi este popularizat în întreaga țară. În 1950, la apariția primei pagini a rezolvatorilor de probleme în Gazeta Matematică și Fizică, două treimi din aceștia erau elevii săi. De acum înainte devine unul din principalii promotori ai înnoirii modului de predare a matematicii. Va publica articole și va redacta probleme pentru Gazeta Matematică și Fizică A și B, în ale căror comitete de conducere va fi membru, va experimenta metode noi de predare și manuale noi, va elabora noi manuale.

## Calvarul detenției de la canalul Poarta Albă-Midia Năvodari
Valul de arestări din 1952 nu l-a ocolit. Deși renunțase la orice activitate politică, este arestat în noaptea de 16 august 1952. La început este deținut la penitenciarul din Ploiești, unde este supus la numeroase interogatorii. La 16 octombrie, după o călătorie care a durat 18 ore, ajunge la Poarta Albă de unde este transferat la Coasta Galeș, unde i se comunică condamnarea la 5 ani, maximum de pedeapsă administrativă. După o săptămână petrecută aici, având ca brigadier un deținut de drept comun, și după altele la colonia Castelu, unde a fost pus să smulgă rădăcinile de trestie din Valea Carasu, la 19 noiembrie 1952 a ajuns în colonia Midia în care regimul era unul de exterminare, datorită excesului de zel al comandantului său. După nici o jumătate de an din 2000 de deținuți mai rămăseseră în viață numai 800. Fiind recunoscut de inginerul șef al șantierului, a fost repartizat la laboratorul pentru analiza materialelor necesare betonajului, unde lucra 12 ore pe zi, numai în schimbul de noapte. Nu este scutit însă de corvezi și de abuzurile paznicilor în restul timpului, pe 13 ianuarie fiind chiar la un pas de moarte. Avea să afle la eliberare că în acea zi îi muriseră atât mama cât și unchiul care-i fusese învățător. La sfârșitul lunii februarie 1953 profită de prezența unei brigăzi de anchetă condusă de un general de securitate și reușește să-i înmâneze un memoriu scris cu creionul pe bucăți de hârtie obținute din decuparea sacilor de ciment. Pe 15 aprilie 1953 este eliberat, probabil și în urma intervenției lui Gheorghe Vidrașcu, care ajunsese vicepreședintele Consiliului de Miniștrii după epurarea grupului Ana Pauker, Vasile Luca.

## Apogeul carierei didactice

La 1 septembrie 1953 este reîncadrat la Școala Medie „Ion Luca Caragiale” unde își și încheie activitatea în 1977. Preia de la începutul ciclului și duce până la capăt trei serii de elevi: între 1953-1956 (durata liceului se redusese la 3 ani), 1956-1960 și 1960-1964. Abordează un mod de pregătire diferențiat, pe lângă lucrul cu întreaga clasă, antrenându-i pe elevii buni în activitatea cercului de matematică. Rezultatele aveau să apară curând. Elevul său Andrei Chirică, primul secretar al cercului de matematică, avea să fie în 1955 și primul premiant la faza finală a Olimpiadei Naționale de Matematică. În perioada 1955-1964, din totalul de 391 de premianți la fazele finale ale Olimpiadei Naționale de Matematică, 113 au fost din București și 43 de la liceul Ion Luca Caragiale din Ploiești, dintre care 23 fiind elevii săi. În anul 1958, au fost 5 premianți din București și 4 de la Liceul „Ion Luca Caragiale” din Ploiești, toți elevi ai săi. În 1959, la clasa a X-a au fost premiați 1 elev din București, 4 elevi din restul țării și 5 elevi ai săi. În același an un elev al său, Basarab Nicolescu, se clasează pe primul loc la prima Olimpiadă Internațională de Matematică. Alți elevi eminenți ai profesorului Ion Th. Grigore, din aceeași promoție, au fost Ioan Tomescu și Virgil Petrescu.
În 1964, pentru rezultatele deosebite obținute, lui Ion Th. Grigore i se acordă titlul de profesor emerit. Curând după aceea avea să fie numit în Consiliul Superior al Învățământului de Cultură Generală.
După 1967, predă matematica după programa claselor speciale de matematică, la prima clasa specială de fizică, la care este și diriginte. În 1968 participă la Congresul UNESCO, ținut la București, cu caracter metodic, privind învățământul de cultură generală. În 1970 este pensionat. A mai predat până în 1977, la clasele speciale de matematică.

## Sărbătorirea profesorului

### Omagierea la încheierea carierei didactice și împlinirea a 70 de ani

12 februarie 1977

La 12 februarie 1978, un comitet de inițiativă în frunte cu Gheorghe Anastasiade din promoția 1943 a liceului comercial și Mircea Gociman din promoția 1952 - Nichita Stănescu a Liceului Ion Luca Caragiale, a reușit să organizeze o festivitate omagială la care să fie reprezentați elevii din toți cei 47 de ani de activitate didactică. Ceremonia s-a desfășurat în sala de festivități a Liceului „Ion Luca Caragiale”. Seria cuvântărilor foștilor elevi a fost deschisă de o elevă din clasa XI-a, ultima clasă la care a predat înainte de pensionare și s-a încheiat cu cea a unui reprezentant al promoției 1932 a Liceului Comercial din Târgoviște, din partea primei serii de la Școala Superioară Comercială de Fete dându-se citire unei scrisori. Au mai fost citite scrisori din partea profesorului octogenar Constantin Râpeanu și a primului ministru Manea Mănescu, fost elev din promoția 1935. Au mai vorbit apoi, printre alții, Gheorghe Vidrașcu, „despre cetățeanul și patriotul profesor Ion Grigore”, Ghiocel Constantinescu, care i-a dedicat patru catrene , Mircea Ionescu Quintus și Mircea Trifu despre epigramist, acad. Nicolae Teodorescu, despre matematician. La banchetul organizat la restaurantul Nord, au mai luat cuvântul academicienii Gheorghe Mihoc și Caius Iacob, primul transmițând și salutul acad. Octav Onicescu, iar al doilea citind toate subiectele tezelor din cei trei ani de studenție ai sărbătoritului.

### Sărbătorirea la aniversarea a 80 de ani
De această dată, dificultățile organizatorice fiind mult mai mari, din inițiativa ing. Mircea Gociman din promoția 1952 s-au organizat două reuniuni, una la Parc Hotel, la București pe 9 octombrie 1987 și a doua la restaurantul Nord, la Ploiești pe 24 octombrie 1987, la care ca și la omagierea din 1978 au participat fruntași ai promoțiilor dintre 1936 și 1979.   
A mai fost organizat un banchet de Liceul „Ion Luca Caragiale” la restaurantul Hotel Palas din Sinaia. 
Clubul Epigramiștilor Cincinat Pavelescu din București l-a omagiat în ședința din noiembrie 1987, iar Clubul Umoriștilor Prahoveni l-a făcut membru de onoare. 
În nr. 11-12 al Gazetei Matematice a apărut articolul „Profesorul Ion Grigore la 80 de ani”.

## Epigramistul

La masa de lucru

Primele epigrame au fost publicate în revista Orizont din Timișoara, la 19 iulie 1973, printre acestea numărîndu-se și aceea dedicată fostului elev Nichita Stănescu, care frecventase cercul de matematică între 1949-1952.
În martie 1974 publică în ziarul local Flamura Prahovei.

În februarie 1975 este cooptat membru al Clubului Epigramiștilor Cincinat Pavelescu din București, la propunerea căruia revista Urzica îi publică o epigramă . De acum înainte va fi nelipsit de la toate ședințele clubului, participând la concursuri și clasându-se întotdeauna printre primii. Din 1979 este invitat la „Întâlnirea epigramiștilor”, organizată de Casa de Cultură din Brăila, care îi reunea pe cei mai buni epigramiști din țară și cu care ocazie se desfășura și un concurs de epigrame. În 1982 câștigă marele premiu al acestui concurs.

## Premiul „Ion Grigore”

Ultima prezență la decernarea premiului - 15 septembrie 1989

În 1976 instituie un premiu care se acordă anual elevilor liceului evidențiați la etapa finală a Olimpiadei Naționale de Matematică, pe care îl suportă material din resursele personale. Cu trecerea timpului, aceste resurse reducându-se, pe de o parte ca urmare a unei legislații abuzive care desființase mai întâi îndemnizația de profesor emerit, apoi și dreptul la recalcularea pensiei, iar pe de altă parte ca urmare a înrăutățirii stării sănătății, sarcina susținerii premiului devine tot mai grea. Și așa însă, cum remarca cu umor, premiul era infinit mai mare decât premiul Academiei (x/0=∞).
Din 1985, la inițiativa promoției 1960, la a 25-a aniversare a ei, inițiativă la care s-au asociat și alte promoții, premiul va fi asigurat material de foștii elevi, marcând astfel o altă calitate a profesorului, aceea de a realiza o punte de legătură între generații. În timp premiul a mai fost acordat, cu caracter excepțional, și elevilor cu rezultate deosebite la Olimpiadele Naționale sau Internaționale de Fizica sau Informatică, precum și absolvenților clasați pe primul loc la concursurile de admitere în învățământul superior.

## In memoriam

### SecțiuneaIon Grigorea FundațieiNichita Stănescudin Ploiești

Membrii fondatori ai secțiunii Ion Grigore a Fundației Nichita Stănescu din Ploiești

După 1990, premiul „Ion Grigore” se acordă în continuare prin strădaniile Fundației Nichita Stănescu, în cadrul căreia ființează o secțiune Profesor Ion Th. Grigore, constituită la 18 aprilie 1992. Începând de la 28 mai 2009, această fundație a fost preluată de Colegiul Național „Ion Luca Caragiale” din Ploiești.

### Acțiuni comemorative
Tot prin strădaniile Fundației Nichita Stănescu, s-a reușit ca, la împlinirea a 90 de ani de la naștere, străzii din Ploiești care trece pe lângă curtea  Colegiului Național „Ion Luca Caragiale” (fostă „Strada Soarelui”) să i se dea numele „Strada Profesor Ion Th. Grigore”.
La împlinirea a 100 de ani de la naștere, pe 22 octombrie 2007, împreună cu Societatea Culturală Ploiești - Mileniul III și cu Colegiul Național „Ion Luca Caragiale”, fundația a organizat sărbătorirea centenarului, cu care ocazie Editura Ploiești - Mileniul III a lansat monografia Ion Grigore,  Destinul unui dascăl scrisă de ziaristul și scriitorul Ioan Groșescu și volumul postum Viața și eu - confrați umoriști, conținând 1531 epigrame selectate și ordonate de autor. Peste numai un an, aceiași editură a publicat și volumul de peste 400 de pagini de Memorii ale profesorului.
În anul 2019, Ion Th. Grigore a fost declarat, post-mortem, cetățean de onoare al Ploieștiului.

## Volume tipărite
Manuale pentru Școala Superioară Comercială
1. Aritmetica rațională-pentru anul  I,
2. Aritmetica și algebra - pentru anul II, coautor Tiberiu Ionescu
3. Algebra financiară - pentru anul III
4. Calculul probabilităților - pentru anul IV
5. Teoria asigurărilor - pentru anul IV

Manuale pentru liceu
1. Geometria - pentru clasa X-a umanistă, coautor Miron Oprea
2. Geometria în spațiu - pentru clasa X-a umanistă, coautor Miron Oprea

Volume colective în care i s-au publicat epigrame
1. Dansul săbiilor, o panoramă a epigramei românești contemporane, Editura „Facla”, Timișoara, 1975
2. Epigrame pentru eternitate, Editura „Litera”, București, 1980
3. Dicționar de epigrame, Editura „Litera”, București, 1981
4. 15 ani de epigramă, Editura „Litera”, București, 1984

Volume de autor
1. Ion Grigore, Epigrame, Editura „Litera”, București, 1982
2. Ion Grigore, Viața și eu - confrați umoriști, Editura „Ploiești - Mileniul III”, 2007
3. Ion Th. Grigore, „Memorii”, Editura  „Ploiești - Mileniul III”, 2008

Epigrame (1982)
Epigrame (2007)
Memorii (2008)
Monografie (2007)